# Pedra Mendalza
(R. Cioni, Gli edifici vulcanici cenozoici della Sardegna, 2015 p. 37)
La Pedra Mendalza  è un caratteristico rilievo basaltico situato in prossimità dell'abitato Giave, nella Sardegna centrale. 
Si tratta più precisamente di un residuo erosivo ovvero di un neck, o collo vulcanico, cioè di una formazione prodotta dalla solidificazione del magma all'interno di un camino vulcanico, riaffiorata a seguito dell'erosione del cono vulcanico.
Del luogo si raccontano diverse leggende di fate che in tempi lontani, si dice, qui avevano stabilito la loro dimora.

## Collegamenti esterni

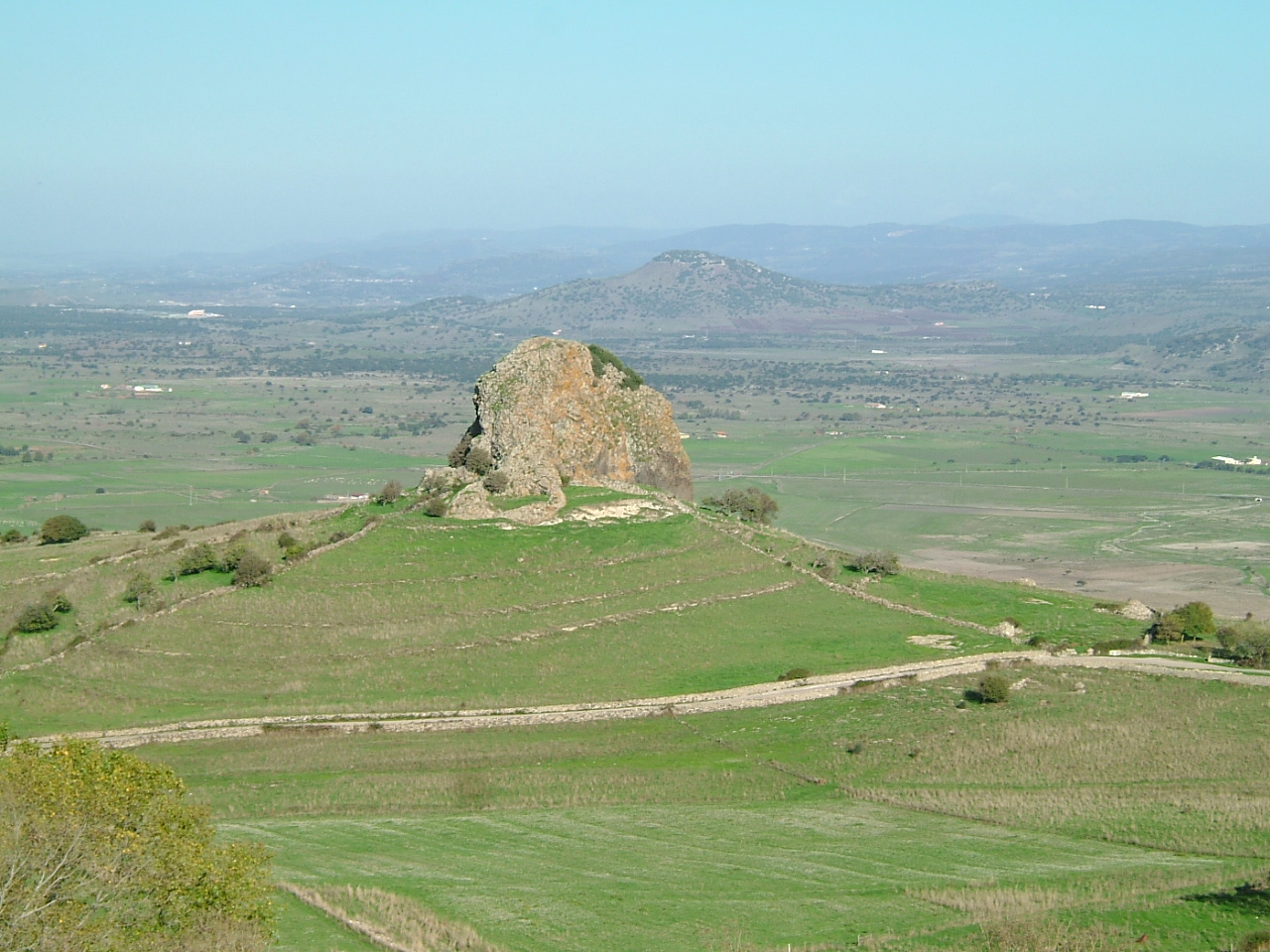